# Île de Denis
L’île de Denis (en anglais : Denis Island) est une île corallienne de l'archipel des Seychelles, dans l'océan Indien, située à l'extrémité nord-est de l'archipel à environ 60 km de Mahé. Elle est nommée d'après Jean François Sylvestre Denis de Trobriand, qui l'a découverte en 1773. La population est de 80 habitants en 2014.
L'île, appartenant aux îles Intérieures, est une propriété privée, exploitée pour le tourisme (location de cottages).
L'île possède une piste d'atterrissage (gazon) de 845 m.
La végétation est principalement constituée de cocotiers.